# 香川県道164号三谷香川線
香川県道164号三谷香川線（かがわけんどう164ごう みたにかがわせん）は、香川県高松市を通る一般県道である。

## 概要
沿道には県道の標識はない。

### 路線データ
- 起点：香川県高松市三谷町（香川県道12号三木国分寺線交点）
- 終点：香川県高松市仏生山町甲（国道193号交点）
- 陸上距離：3.157 km

## 地理

### 通過する自治体
- 高松市

### 交差する道路
| 交差する道路             | 交差する場所 | 交差する場所 |
| ------------------------ | ------------ | ------------ |
| 香川県道12号三木国分寺線 | 三谷町       | 起点         |
| 香川県道166号岩崎高松線  | 仏生町甲     |              |
| 香川県道280号高松香川線  | 仏生山町甲   |              |
| 国道193号 国道492号 重複 | 仏生山町甲   | 終点         |

### 沿線
- 高松市立仏生山小学校